# Crimona leuca
Crimona leuca là một loài bướm đêm trong họ Noctuidae.